# Симба Марумо
Симба Марумо (на английски: Simba Marumo) е бивш южноафрикански футболист, нападател. Играл е в българските клубове Септември (София) и Черноморец (Бургас).

## Клубна кариера
Юноша е на Интер Милано. През януари 1999 г. става част от Септември (София). През сезон 2000/01 играе за Черноморец (Бургас). Най-запомнящ се е мачът му срещу Славия, в който вкарва 2 гола за победата с 2:1. Общо за Черноморец записва 17 двубоя, в които вкарва 4 гола.
През 2001 г. се завръща в родината си с екипа на Мамелъди Съндаунс. През първия си сезон за Съндаунс записва 27 двубоя и вкарва 7 попадения. Играе за Съндаунс в продължение на 4 сезона, но не успява да спечели трофей. През 2005 г. преминава в Морока Суауолс, но след един неуспешен сезон става част от Платинум Старс. Изиграва 72 мача за Платинум старс, в които вкарва 20 гола. През януари 2009 г. изкарва проби в Гърция, но до договор не се стига.
До 2015 г. е президент на Асоциацията на футболистите в Южна Африка. След това става посланик на Кока Кола и се занимава с организацията на училищни турнири.

## Национален отбор
На 13 октомври 2002 г. изиграва единствения си мач за националния отбор на Южна Африка при победата над Бурунди с 2:0.

## Извън футбола
Заедно с бившия си съотборник Едзай Касинауйо са собственици на магазин за дрехи.